# Aprikos

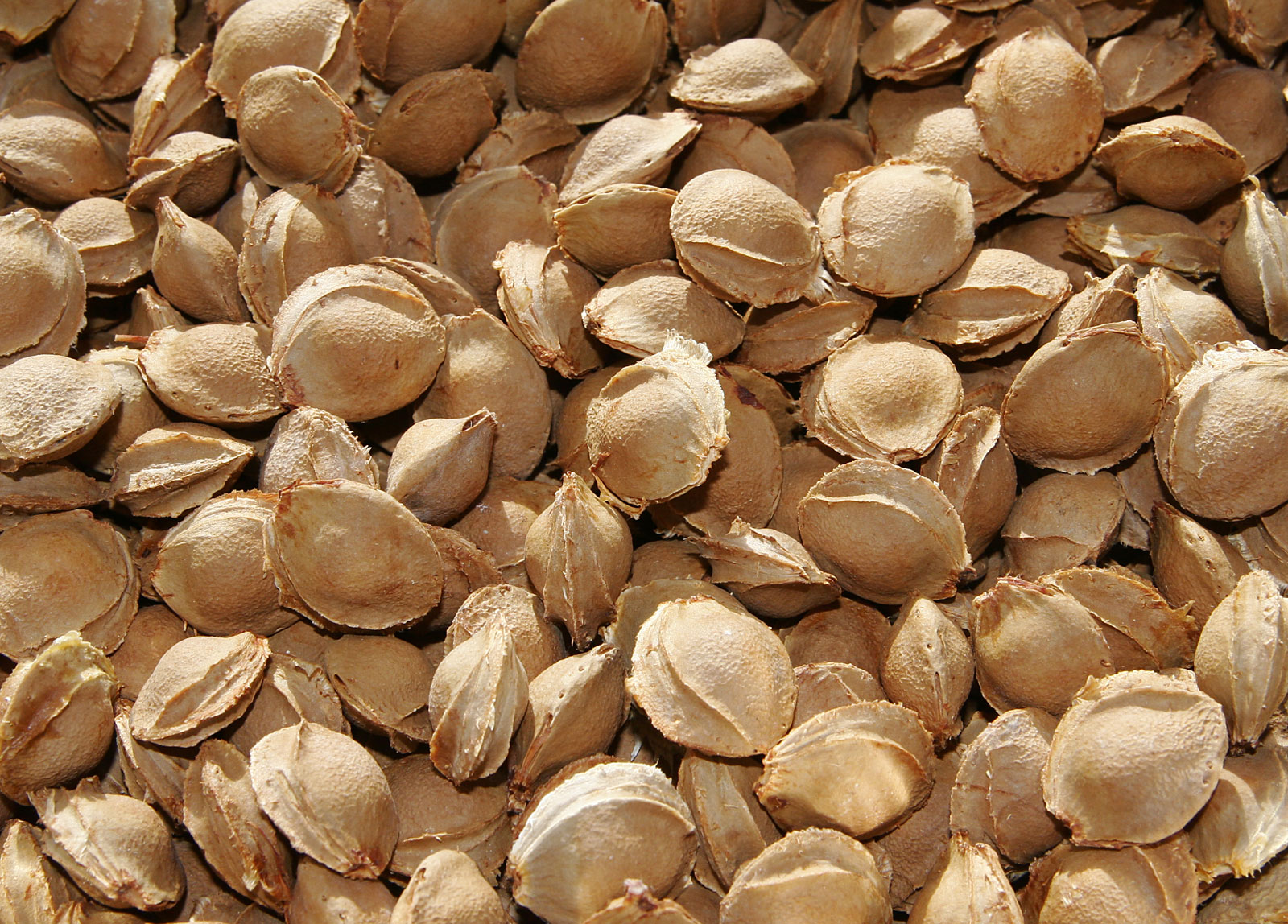
Aprikoskärnor.

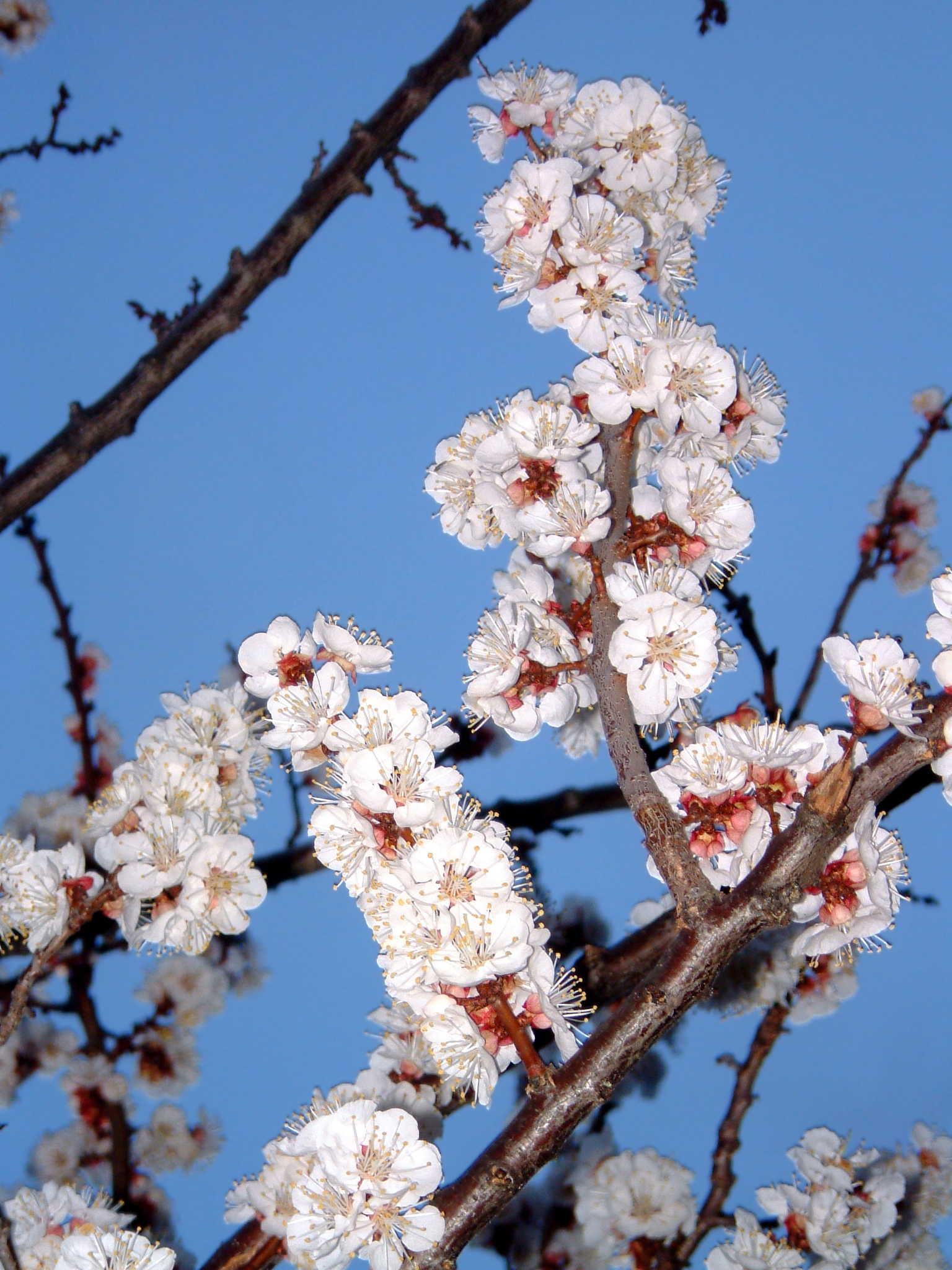
Blommande aprikosträd.

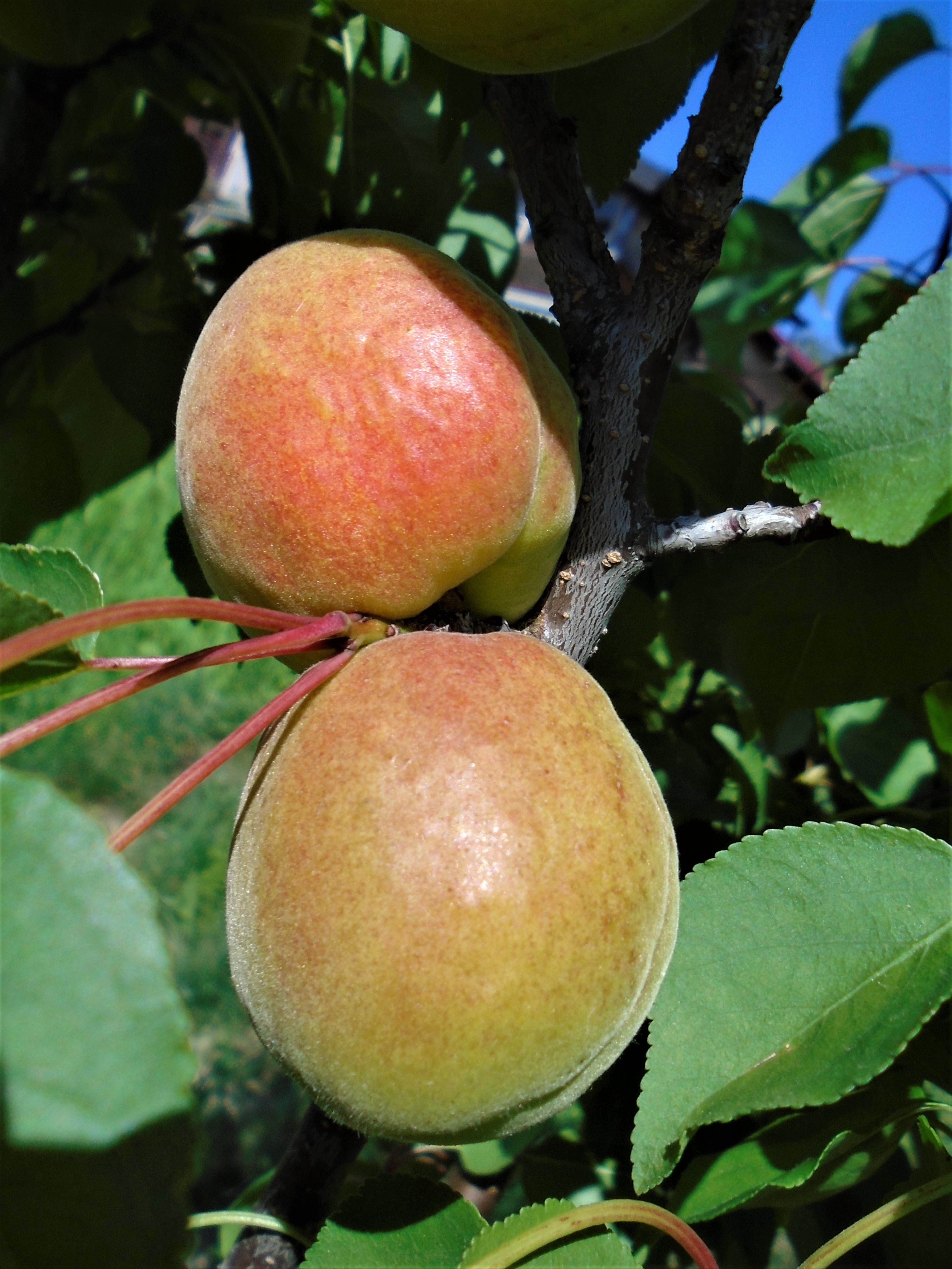
Omogna aprikosfrukter

Aprikos (Prunus armeniaca, "Armeniskt plommon") är ett fruktträd och även namnet på frukten från trädet. Aprikosträdet blir mellan 8 och 10 meter högt. Blommorna är vita eller ljusrosa. Frukten liknar persika eller nektarin och färgen är gul till orange, ibland med röda strimmor. Ytan är mjuk och nästan hårlös. Aprikoser är stenfrukter och har en kärna.
Aprikosen växer vild i centrala Asien och når i väster till Armenien, vilket avspeglas i det vetenskapliga namnet. Fynd av aprikoskärnor har gjorts i 5000-6000 år gamla bosättningar i Ukraina. Det påstås att romarna tog trädet till Europa från Armenien omkring 70 f.Kr. och de kallade det a praecox eftersom det blommade tidigt på våren.  
I sitt ursprungliga levnadsområde hittas aprikos i bergstrakter mellan 700 och 3000 meter över havet. Arten växer där i öppna skogar eller buskskogar på sluttningar.
Inom konsten anses aprikosen symbolisera graviditet, vilket man till exempel ser i Jan van Eycks målning Makarna Arnolfinis trolovning från 1434.

## Synonymer
- Armeniaca armeniaca Huth nom. illeg.
- Armeniaca bericoccia Delarbre nom. illeg.
- Armeniaca epirotica P.Gaertn., B.Mey. & Scherb. nom. illeg.
- Armeniaca macrocarpa Poit. & Turp. ex Duhamel
- Armeniaca vulgaris Lam.
- Prunus amarella Rchb.
- Prunus armeniaca subsp. vulgaris Dippel nom. inval.
- Prunus tiliifolia Salisb. nom. illeg.

## Användning
Frukterna används färska eller torkade. Dessa ingår som huvudingrediens i bland annat marmelad och kompott.

### Aprikoskärnor
Aprikoskärnornas inre, själva fröet, påminner om den närbesläktade mandeln. Precis som det finns sötmandel och bittermandel finns det söta och bittra aprikoskärnor. De bittra kärnorna innehåller amygdalin, alltså samma ämne som i bittermandlarna, som i vatten, krossat eller tuggat skick sönderfaller i bland annat vätecyanid. Intag kan leda till förgiftning och även dödsfall. Eftersom det inte går att se skillnad på bittra och söta aprikoskärnor avråder Livsmedelsverket från förtäring av aprikoskärnor. Det omfattar även kosttillskott med aprikoskärnor eller extrakt av aprikoskärnor. Bakmassa gjord på aprikoskärnor (persipan) kan däremot förtäras utan risk.
Malda aprikoskärnorna används som ersättning för mald mandel men brukar då kompletteras med en viss del mandel för smakens skull. Till exempel innehåller mandelkakorna amaretti di Saronno cirka 48 % aprikoskärnor och 2 % mandel.

## Produktion
| Område                                                                                                 | Produktion (ton) | %        |
| --- | ---------------- | -------- |
| Uzbekistan                                                                                             | 547 000          | 16,25 %  |
| Turkiet                                                                                                | 278 210          | 8,27 %   |
| Iran                                                                                                   | 252 747          | 7,57 %   |
| Italien                                                                                                | 222 690          | 6,62 %   |
| Algeriet                                                                                               | 216 941          | 6,45 %   |
| Frankrike                                                                                              | 177 000          | 5,26 %   |
| Pakistan                                                                                               | 170 504          | 5,07 %   |
| Spanien                                                                                                | 136 446          | 4,05 %   |
| Grekland                                                                                               | 125 100          | 3,72 %   |
| Japan                                                                                                  | 111 400          | 3,31 %   |
| Total världsproduktion                                                                                 | 3 365 738        | 100,00 % |
| Källa: FN:s livsmedels- och jordbruksorganisation:s data för år 2014. Produktionen avser aprikosfrukt. |                  |          |

## Hot
I Asien är det problematiskt att skilja vilda från förvildade exemplar. Alla träd hotas av olika parasiter och sjukdomar som tofsspinnare av släktet Lymantria, rötsvampar, mjöldagg och torka. Andra hot är betesdjur som äter barken och skogsröjningar. IUCN listar arten med kunskapsbrist (DD).